# 대리상
대리상(代理商)은 일정한 상인을 위하여 상업사용인이 아니면서 상시 그 영업부류에 속하는 거래의 대리 또는 중개를 영업으로 하는 자를 말한다. 대리상이라는 지위는 특정인이 일정한 상인과 대리 또는 중개의 인수계약을 함으로써 취득되며 본인인 상인이 이미 존재하고 그 와의 계약에 의하여 비로소 대리상이 된다.
아랍에미리트의 경우, 상업대리점구성에 관한 법이라는 특별법에 의하여 대리상의 행정기관에의 등록, 대리계약의 효력 등에 대하여 규율하고 있다.
영미법계인 영국·미국의 경우, 대리(Law of agency)의 하위 개념인 commercial agency가 대리상에 해당하는 개념이다.

## 역사
1897년의 독일 상법에서 처음으로 입법화되었다.

## 대한민국의 대리상

### 체약대리상과 중개대리상의 차이
본인의 거래를 '대리'하는 대리상을 체약대리상, 본인의 거래를 '중개'하는 대리상을 중개대리상이라고 한다.

### 필요성
대리상은 특정상인의 영업거래를 계속적으로 대리하거나 또는 중개함으로써 그 상인의 활동을 보조하는 기능을 한다. 기업규모의 성장을 위해서는 영업활동의 지역적 확장을 요한다. 상인이 자신의 영업활동을 지역적으로 확장하는 방법으로서는 우선 대상지역에 자신의 상업사용인을 두는 방법을 생각할 수 있고, 또 이것이 가장 완벽한 방법이긴 하나, 관리/유지에 상당한 고정비용이 소요되므로 영업의 규모나 성격에 따라서는 비경제적일 수 있으며, 시장개척에 따를 시행착오와 영업부담을 감수해야 한다. 그래서 특정지역에 지속적인 영업조직을 유지할 필요가 있는 경우에는 그 곳의 시장사정에 밝은 자를 대리상으로 함으로써 그의 조직기반을 계속적으로 이용한다.

### 의무

#### 통지의무
대리상이 거래의 대리 또는 중개를 한 때에는 지체없이 본인에게 그 통지를 발송하여야 한다.

#### 경업금지
대리상은 본인의 허락없이 자기나 제3자의 계산으로 본인의 영업부류에 속한 거래를 하거나 동종영업을 목적으로 하는 회사의 무한책임사원 또는 이사가 되지 못한다.

#### 대리상의 영업비밀준수의무
대리상은 계약의 종료후에도 계약과 관련하여 알게 된 본인의 영업상의 비밀을 준수하여야 한다.

### 권리

#### 보상청구권
대리상의 활동으로 본인이 새로운 고객을 획득하거나 영업상의 거래가 현저하게 증가하고 이로 인하여 계약의 종료후에도 본인이 이익을 얻고 있는 경우에는 대리상은 본인에 대하여 상당한 보상을 청구할 수 있다. 다만, 계약의 종료가 대리상의 책임있는 사유로 인한 경우에는 그러하지 아니하다.(대한민국 상법 제92조의2 제1항) 상법 제92조의2 제1항은, [...] 대리상이 계약 존속 중에 획득하거나 현저히 증가시킨 고객관계로 인하여 계약 종료 후에도 본인은 이익을 얻게 되나 대리상은 더 이상 아무런 이익을 얻지 못하게 되는 상황을 염두에 두고, 형평의 원칙상 대리상의 보호를 위하여 보상청구권을 인정하고 있다. 한편 대리상의 보상청구권에 관한 위와 같은 입법 취지 및 목적 등을 고려할 때, 제조자나 공급자로부터 제품을 구매하여 그 제품을 자기의 이름과 계산으로 판매하는 영업을 하는 자에게도, ① 예를 들어 특정한 판매구역에서 제품에 관한 독점판매권을 가지면서 제품판매를 촉진할 의무와 더불어 제조자나 공급자의 판매활동에 관한 지침이나 지시에 따를 의무 등을 부담하는 경우처럼 계약을 통하여 사실상 제조자나 공급자의 판매조직에 편입됨으로써 대리상과 동일하거나 유사한 업무를 수행하였고, ② 자신이 획득하거나 거래를 현저히 증가시킨 고객에 관한 정보를 제조자나 공급자가 알 수 있도록 하는 등 고객관계를 이전하여 제조자나 공급자가 계약 종료 후에도 곧바로 그러한 고객관계를 이용할 수 있게 할 계약상 의무를 부담하였으며, ③ 아울러 계약체결 경위, 영업을 위하여 투입한 자본과 그 회수 규모 및 영업 현황 등 제반 사정에 비추어 대리상과 마찬가지의 보호필요성이 인정된다는 요건을 모두 충족하는 때에는, 상법상 대리상이 아니더라도 대리상의 보상청구권에 관한 상법 제92조의2를 유추적용할 수 있다고 보아야 한다.

## 참고 문헌
- 박규용, 대리상 제도에 관한 연구, 대진대학교, 2005.